# Eupalinos de Mégare
Eupalinos de Mégare est un ingénieur de la Grèce antique, célèbre pour la construction du tunnel de Samos (également appelé tunnel d'Eupalinos ou aqueduc eupalinien) au VIe siècle av. J.-C.

## Biographie
L'historien grec Hérodote décrit brièvement le tunnel dans son Enquête (3.60) et désigne Eupalinos de Mégare comme étant son architecte. Eupalinos peut donc être considéré comme le premier hydraulicien dont l'histoire ait conservé le nom. En effet, le tunnel d'Ézéchias est plus ancien mais on ne connait pas le nom de l'architecte. Excepté cela, on ne connaît rien d'autre sur lui.

## Le tunnel d'Eupalinos

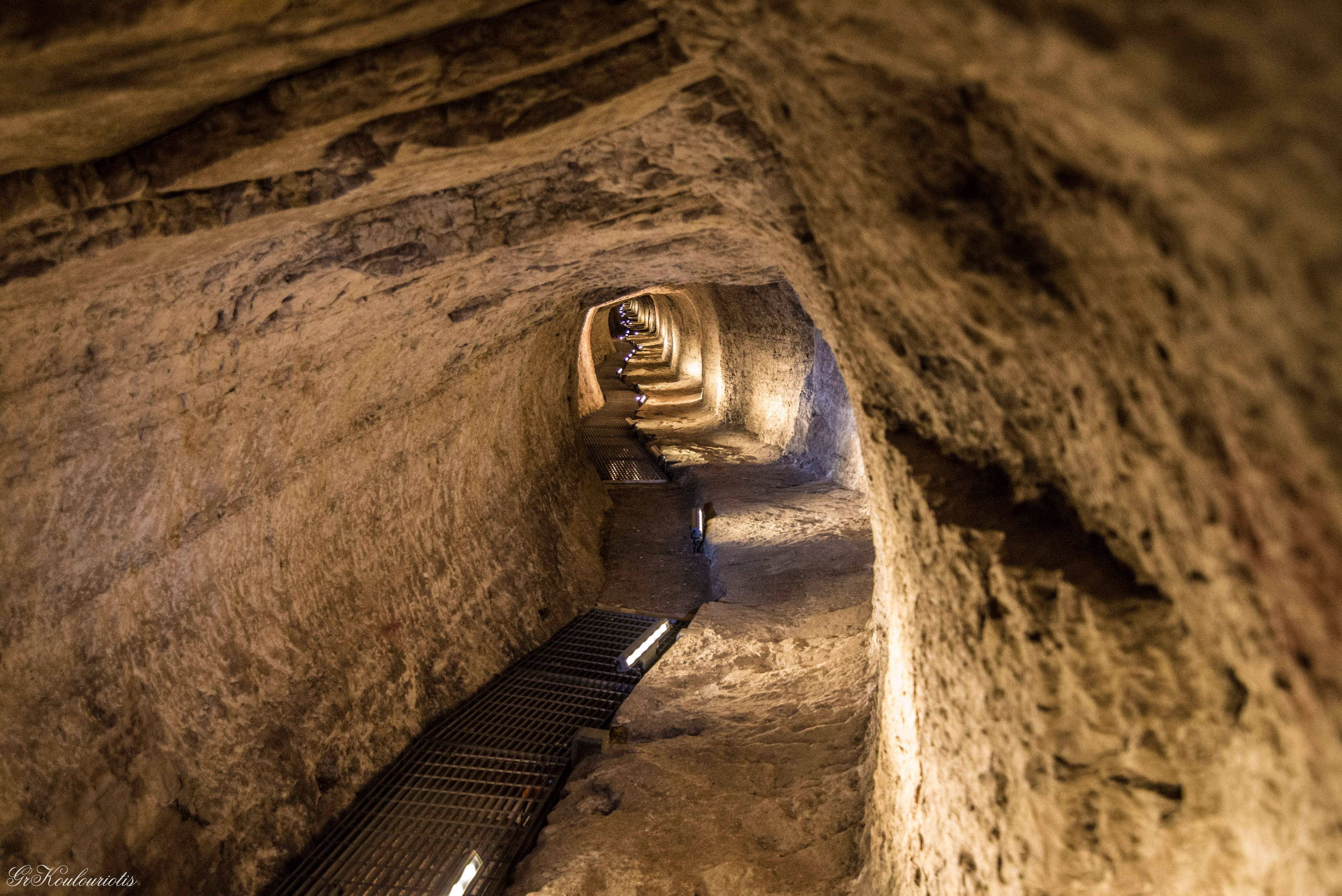
Une vue du tunnel d'Eupalinos

Situé sur l'île de Samos, en Grèce ; long de 1 036 m, il faisait déboucher directement en ville l'eau d'une source abondante, située au nord de la colline de l'acropole.

Le tunnel, vraisemblablement achevé entre 550 et 530 av. J.-C., est le deuxième tunnel connu au cours de l'histoire à avoir été creusé simultanément à partir de ses deux extrémités, et le premier ayant été réalisé ainsi de manière méthodique, et non « au hasard ». S'agissant également du plus long tunnel en son temps, le tunnel d'Eupalinos est considéré comme un des exploits de l'ingénierie antique.
Pour comparaison, le plus vieux tunnel connu ayant été construit par deux équipes en simultané est le tunnel d'Ézéchias à Jérusalem, achevé vers 700 av. J.-C. Néanmoins, de nombreux faux départs dans de mauvaises directions, qui rend nécessaire un parcours de 450 mètres pour franchir 300 mètres, indiquent que le creusement fut réalisé sans approche méthodique. Au lieu de cela, les ouvriers suivirent probablement le cours souterrain de l'eau.

## Utilisations de son nom
Un important tunnel routier, baptisé du nom d'Eupalinos, a été récemment mis en service au pied des monts Geraneia à Corinthe, afin de faciliter la nouvelle connexion par voie rapide entre Athènes et Corinthe. Le tunnel Eupalinos est le plus long des trois tunnels qui s'enchaînent le long de cette voie rapide.
Une villa située sur le territoire de la commune de Pully, en Suisse, a été nommée en son honneur par ses premiers propriétaires, grecs d'origine.
La maison Eupalinos est l'une des maisons restaurées du village de Peyresq, dans les Alpes-de-Haute-Provence. Elle appartient à la Société des architectes de la Bruxelles.
En littérature, la figure d'Eupalinos a inspiré à Paul Valéry l'écriture de Eupalinos ou l’Architecte (1923), pastiche de dialogue platonicien entre les ombres de Socrate et Phèdre dans lequel l'activité de l'architecte sert de point de départ à une méditation philosophique sur la création,.
Enfin, les éditions Parenthèses, basées à Marseille, ont baptisé du nom d'Eupalinos leur collection d'ouvrages relatifs à l'architecture et à l'urbanisme.